# Саамский регион Финляндии

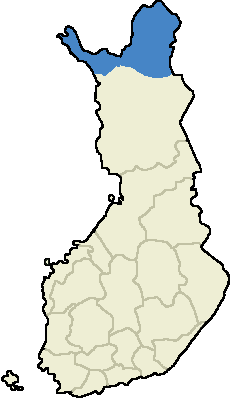
Саамский регион на карте Финляндии

Саамский регион Финляндии, также Родной саамский край:4 и Родной край саамов:7 (северносаам. Sámiid ruovttuguovllu, фин. Saamelaisten kotiseutualue, швед. Samernas hembygdsområde) — территория в северной части Финляндии, на которой саамы этой страны согласно § 121 Конституции имеют культурную и языковую автономию.

## Состав региона, население
Саамский регион Финляндии включает в себя общины (муниципалитеты) Инари, Утсйоки и Энонтекиё, а также северную часть общины Соданкюля (все общины входят в провинцию Лаппи).
В регионе проживает примерно 60 % от общего саамского населения Финляндии, численность которого составляет, по разным данным, от семи до девяти с половиной тысяч человек (большинство населения Саамского региона составляют финны).
Статистические показатели состава населения Саамского региона Финляндии сильно отличаются в зависимости от того, какую методологию используют для отнесения человека к той или иной национальности. Данные Центра регистрации населения Финляндии, в котором в первую очередь учитывают то, какой язык является для человека родным, существенно ниже данных, которыми оперирует Саамский парламент Финляндии (который в большей степени ориентируется на происхождение, а не на знание языка).
Доля саамского населения в общинах Саамского региона Финляндии
Во второй колонке — информация по данным Центра регистрации населения Финляндии, в третьей — по данным Саамского парламента Финляндии.
| Община    |        |      |
| --------- | ------ | ---- |
| Инари     | 5,7 %  | 30 % |
| Соданкюля | 1,4 %  | 4 %  |
| Утсйоки   | 46,7 % | 70 % |
| Энонтекиё | 7,4 %  | 19 % |

## Наименование территории
Финское называние саамской территории, используемое в § 121 Конституции Финляндии — Saamelaisten kotiseutualue, дословно «Территория саамского родного края»; другой вариант перевода — «Исконная саамская территория». В неофициальных переводах этого параграфа используются другие варианты — «Территория проживания саамов» и «Территория обитания саамов».

## Конституционные права саамов Финляндии

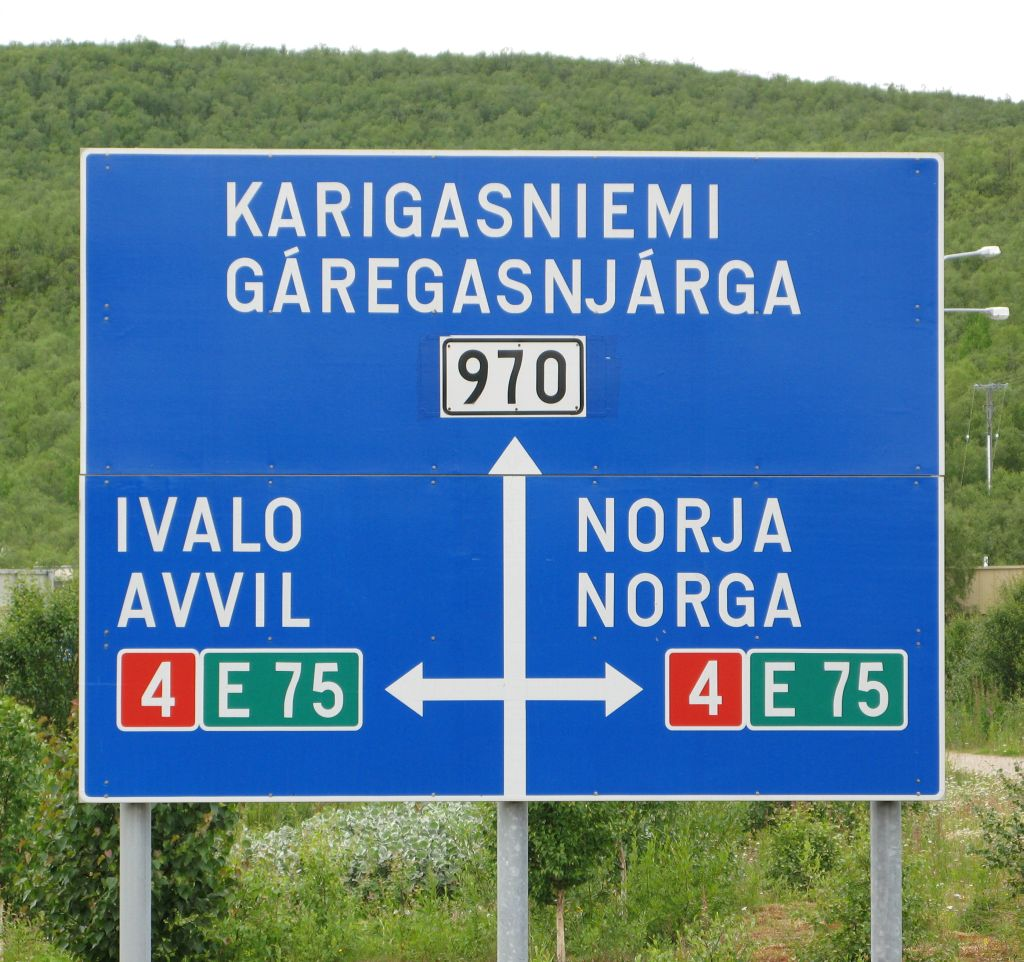
Дорожный указатель в Утсйоки (Финляндия) на финском и северносаамском языках

Согласно § 17 действующей Конституции Финляндии саамское население имеет право на сохранение и развитие своего языка и своей культуры. В этом же параграфе Конституции закреплено право саамов пользоваться своим языком в органах власти (порядок использования этого права устанавливается специальным законом).
Кроме того, согласно § 121 Конституции на территории Саамского региона саамы имеют автономию в вопросах языка и культуры.

## Саамский парламент Финляндии
На территории Саамского региона Финляндии, в посёлке Инари, расположен Саамский парламент — выборный представительный орган культурного самоуправления саамов Финляндии, их высший политический орган. Парламент имеет право вносить законодательные инициативы, а также выпускать заявления по вопросам, которые подпадают под его юрисдикцию. Саамский парламент — единственный в Финляндии орган, который имеет право выражать официальную точку зрения саамов в вопросах, которые затрагивают жизнь саамского населения этой страны. В ведении Саамского парламента Финляндии находятся вопросы культуры саамов, саамских языков, а также вопросы, определяемые статусом саамов как одного из коренных народов.
В сентябре-октябре 2011 года прошли очередные выборы в Саамский парламент Финляндии. В голосовании приняли участие 49,6 % от 5483 человек, которые имели право участвовать в выборах (это более низкий показатель, чем на предыдущих выборах). Из 41 кандидата был избран 21 депутат: от общины Инари — восемь, от Утсйоки — шесть, от Соданкюля и Энонтекиё — по три; ещё один депутат был избран от саамов, которые проживают за пределами Саамского региона Финляндии.
С 2012 года Саамский парламент Финляндии работает в саамском культурном центре Сайос, официальное открытие которого состоялось 3 апреля 2012 года, в день открытия сессии Саамского парламента нового созыва.

## Вопрос сохранения и возрождения саамских языков
В Финляндии имеются различные программы сохранения и возрождения саамских языков. На саамских языках ведётся преподавание во многих детских садах и школах Саамского региона, при этом используется методика «языковых гнёзд», общая идея которой заключается в том, что и обучение, и общение детей между собой и с преподавателями проходят в условиях полного языкового погружения в изучаемый язык. Вместе с тем, саамские языки в Финляндии по-прежнему находятся под угрозой исчезновения, об этом, в частности, заявила в сентябре 2011 года министр юстиции Финляндии Анна-Майя Хенрикссон.
В посёлке Инари расположен Учебный центр Саамского региона, в функции которого входит организация учебного процесса на территории проживания саамов. Кроме того, Учебный центр занимается международными связями — в частности, в октябре 2011 году представители центра участвовали в прошедшей в Мурманске конференции «История и современное положение саамов-скольтов».

## Вопрос землепользования
Вопрос земельных прав саамов и порядка землепользования на территории Саамского региона является нерешённым до настоящего времени. Среди саамов Финляндии распространено мнение о несправедливости действующего законодательства, поскольку оно не предусматривает для саамов исключительного права распоряжаться своими историческими землями и находящимися на них природными ресурсами, связанными с их традиционными промыслами; в настоящее время все эти земли находятся в собственности государства и заниматься на них оленеводством, рыболовством и охотой могут все местные жители:3, 4. Саамы считают, что их исторические земли должны быть переданы им в собственность, или, по крайней мере, саамам должны быть предоставлены существенно более широкие права на их использование.
Вопрос о земельных правах саамов поднимается уже в течение многих лет, однако, никак не решается, что является одной из причин, по которым Финляндия до сих пор так и не ратифицировала Конвенцию ООН о правах коренных народов. Проект закона о земельных правах саамов рассматривался в 2010 году в период работы центристского правительства Мари Кивиниеми, однако, так и не был принят. По мнению министра юстиции этого правительства Туйи Бракс (партия Зелёный союз), высказанному в январе 2011 года, проект закона не предусматривал передачи земель в собственность саамам, однако значительно расширял их права относительно землепользования, но и в таком виде закон не устроил Партию Центра. Ситуация с земельными правами саамов не особо изменилась и после того, как центристы, проиграв выборы, ушли в оппозицию, а к власти пришли новые политические силы во главе с Национальной коалиционной партии. 3 апреля 2012 года президент Финляндии Саули Нийнистё, выступая на сессии Саамского парламента Финляндии нового созыва, заявил, что Конвенция ООН о правах коренных народов «плохо подходит для Финляндии», поскольку она, якобы, создана для стран «с колониальным прошлым».